# Pareumenes acutus
Pareumenes acutus är en stekelart som beskrevs av Liu 1941. Pareumenes acutus ingår i släktet Pareumenes och familjen Eumenidae. Inga underarter finns listade i Catalogue of Life.